# A través de mi ventana
A través de la mi ventana és una pel·lícula romàntica espanyola de 2022. És una adaptació de la novel·la homònima de l'escriptora veneçolana Ariana Godoy, publicada originalment a Wattpad. És dirigida per Marçal Forés i protagonitzada per Clara Galle i Julio Peña Fernández. Es va estrenar el 4 de febrer de 2022.
Una seqüela titulada A través del mar va ser estrenada el 23 de juny de 2023.

## Sinopsi
Conta la història de la Raquel, una jove que se sent atreta pel seu veí, l'Ares Hidalgo, un noi enigmàtic al qual assetja des de les ombres, però l'Ares no la coneix. No obstant això, es proposa que deixi de ser així: està disposada a enamorar-lo sigui com sigui, fins i tot deixant de costat a aquesta Raquel bona i educada que tots coneixen per a impressionar-ho.

## Repartiment
- Clara Galle - Raquel Mendoza
- Julio Peña Fernandez - Ares Hidalgo
- Guillermo Lasheras - Yoshua "Yoshi" García
- Natalia Azahara - Daniela Fernández
- Hugo Arbués - Apolo Hidalgo
- Eric Masip - Artemis Hidalgo
- Emilia Lazo - Claudia Martínez
- Abel Folk - Juan Hidalgo
- Rachel Lascar - Sofía Hidalgo
- Pilar Castro - Tere

## Producció

### Preproducció
L'autora Ariana Godoy va començar a escriure la novel·la en la qual es va basar la pel·lícula a la plataforma de lectura en línia Wattpad el 2016. Després de l'èxit de la història, que acumula més de 250 milions de visualitzacions a la plataforma, les editorials de diversos països van convocar l'escriptora per a publicar la novel·la en format físic, i va ser adaptada a Espanya per l'editorial Alfaguara. L'abril de 2021, Netflix va anunciar la producció de la pel·lícula a Espanya per a ser estrenada a escala mundial a través de la plataforma.

### Rodatge
La filmació es va iniciar a Barcelona el 14 de març de 2021 i va concloure el 30 d'abril del mateix any.

### Estrena
El setembre de 2021, a través de l'esdeveniment global de Netflix, TUDUM, es va revelar la data d'estrena de la pel·lícula per al 4 de febrer de 2022. La pel·lícula va tenir una estrena al Cine Callao de Madrid el 2 de febrer, dos dies abans de l'estrena oficial en la plataforma, comptant amb un fotoreclam on van desfilar els protagonistes de la pel·lícula, així com altres celebritats com el cantant colombià Sebastián Yatra, l'actriu Mina El Hammani, l'actriu Lana Rhoades i el cantant Alfred García.

## Rebuda
La pel·lícula va tenir una gran acollida en les primeres setmanes de la seva estrena, i va arribar a ser la tercera pel·lícula més vista de parla no anglesa a la plataforma Netflix. L'èxit de la cinta va fer que la plataforma renovés la pel·lícula per dues parts més, centrant-se en la història de l'Ares i la Raquel, al contrari que la trilogia de la novel·la. La crítica especialitzada va estar d'acord que la pel·lícula mostra una història d'amor adolescent que no presenta a l'espectador elements sorprenents que no s'hagin vist ja en pel·lícules similars, però que sí que aconsegueix enganxar a l'espectador. La pel·lícula va ser durament criticada a Internet i xarxes socials, per la qual cosa no va aconseguir agradar a la majoria dels consumidors de Netflix o a la gran majoria del públic jove, públic objectiu principal de la pel·lícula.